# Estadio Olimpiski
El Estadio Olímpico, conocido localmente como el Olimpiysky, fue un Complejo Deportivo ubicado en Moscú, Rusia. Fue construido para los Juegos Olímpicos de Moscú 1980, donde fue sede de los eventos de baloncesto y boxeo. El lugar poseía una amplia capacidad, con un máximo de 80 000 personas, y en él se han realizado la final de la Copa Davis en varias ocasiones y la Copa Kremlin. 
El estadio fue sede del FIBA Eurostars 1999 y la Final Four de la Euroliga de 2005. El estadio podía albergar hasta 35 000 personas para los eventos televisados.
Cerrado en 2019, fue demolido en 2020.

## Estructura
El complejo constaba de dos instalaciones deportivas, un edificio ovalado, que albergaba un estadio cubierto y el edificio oval con varias piscinas. La superficie total del complejo era de 54 887 m². El espacio interior se podia dividir por la mitad por un tabique mobil, que estaba provisto de puertas para reducir el paso de personas 
En el desarrollo del proyecto de complejo deportaba o estuvieron involucrados varios de equipos de arquitectos e ingenieros encabezados por M. Posokhin, junto con BI Thor, quien fue galardonado con el Premio Lenin por el proyecto en 1982. El ingeniero jefe de la construcción fue Nadejdin VI. La construcción comenzó en 1977 y se terminó en tres años después, para la apertura de los Juegos Olímpicos.

### Instalaciones
- Escenario central, con soportes para 35 000 espectadores.
- Gimnasio.
- Sala de juegos para deportes en equipo.
- Dos ambientes de Coregrafia.
- Plataforma de hielo.
- Centro de recreo.
- Plataforma para saltar de 25 m.
- Piscina para bebés.
- Sauna.
- Dos centros de prensa.
- Sala de conferencias.
- Sala de reuniones.

## Información general
Todas las instalaciones deportivas del complejo están equipadas con un completo conjunto de equipos deportivos para una competencias en 22 deportes olímpicos. El complejo se concentra la capacitación de unos 20 equipos nacionales de Rusia en varios deportes. Además de los mayores logros deportivos, el complejo está involucrado en actividades deportivas y recreativas para alrededor de 50 000 moscovitas de las escuelas de deportes de la juventud, y de coda para personas con ciertas discapacidades.
Además el estadio es utilizado para conciertos.

## Eventos importantes
- Depeche Mode actuó por primera vez en Rusia el 5 de septiembre de 1998 presentando su gira The Singles Tour.
- Britney Spears reunió a 25 115 fanes el 21 de julio de 2009, en su espectáculo The Circus Starring: Britney Spears, estableciendo récord de asistencia del lugar.
- El estadio fue la sede del Festival de Eurovisión 2009.
- La banda de metal Aria agotó el espacio para su concierto de 25 aniversario.
- La Cantante Colombiana Shakira reunió el 24 de mayo del 2011 a 27800 espectadores Fan Rusos estableciendo un Nuevo Récords de asistencia, motivo de su gira Sale el Sol World Tour fue emitido también el Show en un Canal Ruso Privado.
- Roger Waters realizó un show agotado de su show The Wall Live el 23 de abril de 2011.
- Madonna llevó a cabo de todas maneras un espectáculo de su gira The MDNA Tour el 7 de agosto de 2012.
- Lady Gaga se presentó con su gira promocional The Born This Way Ball el 12 de diciembre de 2012.
- Green Day realizó un show el 21 de junio de 2013, siendo esta su primera presentación en Rusia.
- Justin Timberlake mostró su tour The 20/20 Experience World Tour el 14 de mayo de 2014.

| Predecesor: Arena de Budapest Budapest 2004 | Sede del Campeonato del Mundo de Atletismo en Pista Cubierta Rusia 2006 | Sucesor: Palacio Velódromo Luis Puig Valencia 2008 |
| Predecesor: Štark Arena Belgrado, 2008      | Sede del Festival de la Canción de Eurovisión Moscú, 2009               | Sucesor: Telenor Arena Oslo, 2010                  |